# Angelarij
Angelarij (bulgariska: Ангеларий) är ett distrikt i Bulgarien.   Det ligger i kommunen obsjtina Tervel och regionen Dobritj, i den nordöstra delen av landet, 400 kilometer öster om huvudstaden Sofia.
Omgivningarna runt Angelarij är en mosaik av jordbruksmark och naturlig växtlighet. Runt Angelarij är det ganska tätbefolkat, med 78 invånare per kvadratkilometer.